# 水天宮利生深川
水天宮利生深川 （すいてんぐう めぐみの ふかがわ）は歌舞伎の演目。通称『筆屋幸兵衞』（ふでや こうべえ），略して『筆幸』（ふでこう）。明治18年（1885年）千歳座初演、河竹黙阿弥作。三幕八場の世話物。

## あらすじ
浄心寺裏貧家の場
士族船津幸兵衛は、慣れない商売に失敗し没落、妻と二人の娘1歳の乳飲み子と深川の裏長屋に逼塞している。貧しいけれど人情に厚い隣人たちに助けられながら筆を売って生計を立ている。妻は産後の肥立が悪く死亡。長女お雪は悲しみのあまり失明する。
寒風吹くある日、乳飲み子を抱えて筆を売り歩く幸兵衛に、同情した剣術師範代萩原正作の内儀から金子と赤ん坊の服とを授けられる。お雪も要次郎から一円恵まれる。人の情けに愁眉を開く幸兵衛。どうやら運が向いてきたと喜ぶも束の間、高利貸しがやってきて金子と服を持っていかれる破目になり、一家は悲しみにくれる。隣家から華やかな清元が流れる中、幸兵衛は一家心中を決意するが、にこにこ笑う赤ん坊の姿に死ぬことが出来ない。絶望と悲しみに心乱れ、ついに発狂して踊り出す。騒ぎを聞いて駆け付けた車夫三五郎や長屋の人たち、さらに様子を見に来た萩原が必死に止めるのを聞かず、幸兵衛は我が子を抱えて裏の大川に投身する。
海辺町河岸の場　　　　　　　　　　　
三五郎や巡査の田見尾によって救出された幸兵衛は、飛び込んだときの衝撃で正気に戻る。乳飲み子も幸兵衛が持って居た水天宮の碇の額で水を飲まずに無事であった。そこへ娘の孝行が新聞の記事になり、同情した人たちから多額の義捐金が集まったことや、娘の目を治す妙薬がみつかるなどの知らせが届き、幸兵衛はみんなから祝福されこれも水天宮様の信心のおかげと感激する。

## 解説
明治の新風俗を描いたいわゆる「散切物」の代表作。黙阿弥の家に筆を売りに来た士族の哀れな姿と、自宅の裏に住んでいた母親が発狂して我が子を川に投げ落とす騒動をヒントに作ったといわれている。
明治維新後、新政府は財政問題解決のため、旧武士階級の士族に一時金の代りに俸禄米支給を打ち切る「秩禄処分」を行った。それにより「士族の商法」と呼ばれる慣れない商売に失敗し没落する士族が続出し、政府への不満は征韓論や西南戦争さらに自由民権運動へと繋がっていく。そんな新時代に取り残された人物を主人公にしており、明治初期の社会問題をうかがう貴重な資料でもある。この没落士族のテーマは、同じ黙阿弥の『霜夜鐘十字辻筮』や、落語の『素人鰻』など明治期の文学作品に多く取り上げられている。
原作は、幸兵衛の筋と盗賊小天狗要二郎の筋に分かれているが、現在は上にあげた幸兵衛の件(原作の二幕目)が専ら上演される。ここでは余所事浄瑠璃の清元『風狂川辺芽柳』(かぜにくるうかわべのめやなぎ)に義太夫の掛合いが効果的で、華やかな音楽がかえって陰惨な幸兵衛の悲劇を倍増させ、黙阿弥の優れた作劇術が堪能できる。
初演時の劇場千歳座は水天宮の近くにあり、それをあてこんだものであった。外題名も「深川」と「めぐみ深い」とをかけた洒落た出来である。立役が艱難辛苦して、乳飲み子を抱えて放浪すると言う「乳貰い」などの従来の歌舞伎狂言のモチーフを新時代風にアレンジしており、初演も好評であった。とくに幸兵衛狂乱は、「気が狂い出してからおかしい動作をする底には無限の悲哀が篭もっている」（伊原青々園）と評されたように劇全般のクライマックスとして評価されていた。

## 初演時の配役
- 幸兵衛・小天狗要次郎・・・・五代目尾上菊五郎
- 三五郎・萩原正作・・・・・・初代市川左團次
- 娘お雪・・・・・・・・・・・二代目尾上菊之助
- 茨木伝次・・・・・・・・・・四代目尾上松助